# 佳木斯路
佳木斯路是中華人民共和國上海市楊浦區一條東西走向道路，道路西起營口路黃興公園，東至軍工路，道路全長1400米，寬11.2米，道路始建於1925年，當時名為觀音堂路，1964年改為佳木斯路，路名來自於黑龍江省佳木斯市。